# Zuercherella
Zuercherella là một chi động vật chân đầu đã tuyệt chủng thuộc phân lớp Cúc đá.